# Dysstroma albonigrata
Dysstroma albonigrata là một loài bướm đêm trong họ Geometridae.